# Avdeïevo
Avdeïevo (en russe : Авде́ево) est un hameau du raïon de Poudoj en république de Carélie, centre administratif de l'établissement rural d'Adveïevo.

## Géographie
Avdeïevo est situé sur la rive sud-ouest du lac Kupetskoye, à 38 km au nord-ouest de Poudoj.

## Transports
Avdeïevo est traversée par l'autoroute A119.

## Démographie
Recensements (*) ou estimations de la population
| 2007 | 2009 | 2010 | 2013 |
| ---- | ---- | ---- | ---- |
| 503  | 494  | 413  | 351  |